# IC 5220
IC 5220 ist eine Spiralgalaxie vom Hubble-Typ Sc im Sternbild Tukan am Südsternhimmel. Sie ist schätzungsweise 213 Millionen Lichtjahre von der Milchstraße entfernt und hat einen Durchmesser von etwa 70.000 Lj.

Im selben Himmelsareal befinden sich u. a. die Galaxien NGC 7278 und IC 5218.
Das Objekt wurde am 16. Juli 1904 vom US-amerikanischen Astronomen Royal Harwood Frost entdeckt.